# مارتین رومبرگ
مارتین رومبرگ (انگلیسی: Martin Romberg؛ زادهٔ ۳ ژانویهٔ ۱۹۷۸) موسیقی‌دان اهل نروژ است.